# Unrast Verlag
Unrast Verlag je mala izdavačka kuća sa sjedištem u Münsteru u Sjevernoj Rajni-Vestfaliji. Djeluje od početka 1990-ih godina i izdaje ljevičarsku i antifašističku literaturu. Moto glasi "Bücher der Kritik".

## Vanjske poveznice
- Unrast verlag
- 25 Jahre Unrast. Nina Nadig, Bernd Drücke und Horst Blume im Gespräch mit den Verlegern Jörn Essig, Martin Schüring und Markus Kampkötter. – Interview iz Graswurzelrevolution 392, listopad 2014.